# Gabriela Ņikitina
Gabriela Ņikitina (ur. 2 czerwca 1994 w Rydze) – łotewska pływaczka.
W 2007 wystąpiła na mistrzostwach bałtyckich w Tallinnie w kategorii 13-14 lat. Zajęła na nich 4. miejsce na 50 m stylem dowolnym z czasem 30,43 s, 3. na 100 m tym samym stylem z czasem 1:15,20 s, 3. miejsce w sztafecie 4 × 100 m stylem zmiennym, 8. w kategorii open na 200 m stylem grzbietowym z czasem 2:49,73 s i 2. w sztafecie 4 × 100 m stylem dowolnym. Wzięła też udział w olimpijskim festiwalu młodzieży Europy w Belgradzie w kategorii poniżej 14 lat. Była 31. w eliminacjach na 50 m stylem dowolnym z czasem 29,79 s i 24. w eliminacjach na 100 m stylem grzbietowym z czasem 1:12,76 s.
W 2010 wystąpiła na mistrzostwach krajów nadbałtyckich. Uplasowała się na 3. pozycji na 50 m stylem dowolnym z czasem 27,55 s, 2. w sztafecie 4 × 100 m stylem dowolnym oraz 3. na 50 m stylem grzbietowym z czasem 31,52 s. Na tych samych zawodach druga była Alīna Sotņikova, która z czasem 31,33 s pobiła rekord Łotwy należący wcześniej do Ņikitiny. W tym samym roku Ņikitina pobiła rekord kraju na 100 m stylem grzbietowym, wygrywając mistrzostwa Litwy z czasem 1:06,38 s. Wzięła też udział w juniorskich mistrzostwach Europy, na których wystartowała na 50 i 100 m stylem dowolnym oraz tych samych dystansach stylem grzbietowym. Na 50 m stylem grzbietowym odpadła w eliminacjach zajmując 29. miejsce z czasem 30,91 s. Na dwukrotnie dłuższym dystansie również odpadła w eliminacjach zajmując 25. miejsce z czasem 1:05,76 s. Na 100 m stylem dowolnym poszło jej najgorzej – była 49. w eliminacjach z czasem 59,60 s, natomiast na dwukrotnie krótszym dystansie poszło jej najlepiej, gdyż dotarła do finału, w którym uplasowała się na 9. pozycji z czasem 26,63 s. Była jedyną kobietą ze swojego kraju na tych zawodach. W 2010 wystąpiła też na igrzyskach olimpijskich młodzieży. Zajęła 17. miejsce w eliminacjach na 50 m stylem dowolnym z czasem 27,10 s i 24. na 100 m stylem grzbietowym z czasem 1:06,30 s.
W 2011 ponownie wzięła udział w mistrzostwach krajów nadbałtyckich, na których zdobyła 5 medali: 4 złote i 1 brązowy. 1. była na 50 m stylem dowolnym z czasem 26,55 s, 100 m tym samym stylem z czasem 58,51 s, 50 m stylem motylkowym z czasem 27,94 s i w sztafecie 4 × 100 m stylem dowolnym, która uzyskała czas 4:01,13 s, a 3. w sztafecie 4 × 100 m stylem zmiennym. Jako reprezentantka klubu Rīgas Kipsalas PK wystąpiła na mistrzostwach Łotwy, na których wywalczyła 3 złote medale: na 50 m stylem dowolnym z czasem 26,59 s, 100 m stylem dowolnym z czasem 58,38 s i 50 m stylem motylkowym z czasem 28,26 s. Ponadto była też w składzie sztafety 4 × 100 m stylem zmiennym, która uplasowała się na 4. pozycji z czasem 4:48,19 s. W tym samym roku wystartowała także na mistrzostwach świata na 50 m stylem dowolnym i motylkowym. W obu konkurencjach odpadła w eliminacjach zajmując 33. miejsce. W stylu dowolnym jej czas wyniósł 26,20 s, a w motylkowym – 27,92 s. W 2011 wystąpiła również na mistrzostwach świata juniorów. Była 15. w półfinale na 50 m stylem dowolnym z czasem 26,82 s, 31. w eliminacjach na dwukrotnie dłuższym dystansie z czasem 58,73 s, 25. w eliminacjach na 50 m stylem grzbietowym z czasem 31,22 s i 16. w półfinale na 50 m stylem motylkowym z czasem 28,15 s. W tym samym roku wzięła też udział w mistrzostwach Europy na krótkim basenie. Uplasowała się na 42. pozycji na 50 m stylem dowolnym z czasem 26,00 s, 53. na dystansie dwukrotnie dłuższym z czasem 57,42 s, 45. na 50 m stylem grzbietowym z czasem 30,07 s i 29. na 50 m stylem motylkowym z czasem 27,61 s.
W 2012 zdobyła 2 złote medale mistrzostw krajów nadbałtyckich – na 50 m stylem dowolnym z czasem 26,30 s i motylkowym z czasem 27,38 s. Wystartowała też na mistrzostwach Europy. Zajęła 41. miejsce na 50 m stylem dowolnym z czasem 26,40 s, 45. na dwukrotnie dłuższym dystansie z czasem 57,61 s, 40. na 50 m stylem grzbietowym z czasem 31,11 s i 29. na 50 m stylem motylkowym z czasem 27,91 s. Wywalczyła także 4 złote medale mistrzostw kraju: na 50 m stylem dowolnym z czasem 26,28 s, na dwukrotnie dłuższym dystansie z czasem 57,43 s, na 50 m stylem motylkowym z czasem 27,63 s i na dystansie dwukrotnie dłuższym z czasem 1:05,85 s. Na początku lipca 2012 zakwalifikowała się na igrzyska olimpijskie, na których wystartowała na 50 m stylem dowolnym. Odpadła w pierwszej rundzie zajmując 2. miejsce w swoim wyścigu eliminacyjnym z czasem 26,26 s, 0,06 s gorszym od rekordu kraju. W klasyfikacji generalnej była 40. Początkowo jednak informowano o 39. pozycji Łotyszki.
W 2013 wywalczyła 2 złote medale mistrzostw bałtyckich: na 50 m stylem dowolnym z czasem 27,30 s i stylem motylkowym z czasem 28,07 s. Na mistrzostwach Łotwy reprezentowała klub BJSS Rīdzene-Ziepniekkalns. Wywalczyła 5 złotych medali – na 50 m stylem dowolnym z czasem 26,38 s, na dystansie dwukrotnie dłuższym z czasem 57,73 s, 50 m stylem motylkowym z czasem 27,75 s, na dystansie dwukrotnie dłuższym z czasem 1:04,09 s i w sztafecie 4 × 200 m stylem dowolnym. W tym samym roku wystartowała też na mistrzostwach świata. Zajęła 39. miejsce na 50 m stylem dowolnym z czasem 26,31 s i 35. na 50 m stylem motylkowym z czasem 27,66 s.
Reprezentowała kluby Kipsalas Swimming School i Rigas Kipsalas PK, a obecnie pływa dla BJSS Ridzene-Ziepniekkalns. Od 2005 trenuje ją Vladimirs Maslavskis.
Rekordy Łotwy należące do Ņikitiny:
- na krótkim basenie (25 m)[64]:
50 m stylem dowolnym – 25,56 s ( Petersburg, 18 grudnia 2015)
100 m stylem dowolnym – 56,42 s ( Lipawa, 7 lipca 2012)
50 m stylem motylkowym – 27,14 s ( Petersburg, 19 grudnia 2015)
100 m stylem motylkowym – 1:00,89 s ( Lipawa, 6 lipca 2012)
4 × 100 m stylem zmiennym – 4:17,79 s ( Lipawa, 6 lipca 2012)
4 × 100 m stylem dowolnym – 3:54,15 s ( Lipawa, 7 lipca 2012)
4 × 50 m stylem zmiennym – 1:59,68 s ( Ryga, 9 listopada 2013)
- na długim basenie (50 m)[65]
50 m stylem dowolnym – 25,67 s ( Brześć, 21 kwietnia 2016)
100 m stylem dowolnym – 57,14 s ( Kowno, 27 maja 2016)
50 m stylem motylkowym – 27,17 s ( Brześć, 21 kwietnia 2016)
100 m stylem motylkowym – 1:03,34 s ( Berlin, 2 marca 2013)

## Życie prywatne
Ukończyła Valmieras Pārgaujas ģimnāzija. Do uprawiania pływania zachęciła ją mama, Swietłana Ņikitina, z d. Isakowa, która reprezentowała ZSRR na igrzyskach olimpijskich w 1988. Była ona też jej pierwszą trenerką. Mówi po niemiecku, rosyjsku i angielsku.